# ミズノスポーツライター賞
ミズノスポーツライター賞（ミズノスポーツライターしょう）とは、公益財団法人ミズノスポーツ振興財団が主催する、スポーツライターの活躍と業績を顕彰する賞。スポーツノンフィクションと報道活動に関する優秀な作品から選ばれる。1990年から開催されている。

## 主な受賞者
| 回     | 年度     | | 受賞作品                                                                                        | 作者                                                     | 発行(掲載)                                               |
| ------ | -------- | --- | ----------------------------------------------------------------------------------------------- | -------------------------------------------------------- | -------------------------------------------------------- |
| 第1回  | 1990年度 | | 「ヒマラヤを駆け抜けた男―山田昇の青春譜」                                                       | 佐瀬稔                                                   | 東京新聞出版局                                           |
| 第1回  | 1990年度 | 「衝撃」                                                                                                | 山本茂/長谷川公之                                                                               | テレビ朝日                                               |                                                          |
| 第1回  | 1990年度 | 「アジアスポーツの新しい風」                                                                            | 毎日新聞社東京本社運動部                                                                        | 毎日新聞朝刊                                             |                                                          |
| 第1回  | 1990年度 | 「たうんステージ」                                                                                      | 京都新聞社運動部                                                                                | 京都新聞夕刊                                             |                                                          |
| 第2回  | 1991年度 | | 「スポーツ山脈」 および「われら熱中派」                                                         | 毎日新聞社編集委員 鷹野春彦                              | 信濃毎日新聞                                             |
| 第2回  | 1991年度 | 「メディアの群像」                                                                                      | 橋本一夫                                                                                        | 月刊体育科教育                                           |                                                          |
| 第2回  | 1991年度 | 「帰らざる季節...中嶋悟 F1五年目の真実」                                                                | 吉井妙子                                                                                        | 文芸春秋                                                 |                                                          |
| 第2回  | 1991年度 | 「父の背番号は16だった」                                                                                | 川上貴光                                                                                        | 朝日新聞社                                               |                                                          |
| 第2回  | 1991年度 | 「タイガー・モリと呼ばれた男」                                                                          | 早瀬利之                                                                                        | スキージャーナル社                                       |                                                          |
| 第2回  | 1991年度 | 特別賞                                                                                                  |                                                                                                 | 川本信正（スポーツ評論家）                               |                                                          |
| 第3回  | 1992年度 | | 「バルセロナ五輪 連載企画報道                                                                   | 毎日新聞社 五輪取材チーム                                | 毎日新聞朝刊                                             |
| 第3回  | 1992年度 | 「DAYS」 五輪コラム                                                                                     | 日刊スポーツ新聞社 後藤新弥                                                                     | 日刊スポーツ                                             |                                                          |
| 第3回  | 1992年度 | 「ニュースの目」                                                                                        | 共同通信社 浅田修司                                                                             | 月刊体育教育                                             |                                                          |
| 第3回  | 1992年度 | 「スポーツウィークリー」                                                                                | 秋田魁新報社社会部                                                                              | 秋田魁新報夕刊                                           |                                                          |
| 第3回  | 1992年度 | 「リングサイド・マザー」                                                                                | 松永喜久                                                                                        | 河出書房新社                                             |                                                          |
| 第4回  | 1993年度 | | 「もうひとつの風景」連載企画報道                                                                | 東京新聞社 佐藤次郎                                      | 東京新聞出版局                                           |
| 第4回  | 1993年度 | 「スポーツすぺしゃる＆たうんガイド」 連載企画報道                                                       | 北海道新聞社運動部・ 社会部                                                                     | 北海道新聞夕刊                                           |                                                          |
| 第4回  | 1993年度 | 「ビバ！サッカー」                                                                                      | 牛木素吉郎                                                                                      | サッカーマガジン                                         |                                                          |
| 第4回  | 1993年度 | 「野球とクジラ」                                                                                        | 佐山和夫                                                                                        | 河出書房新社                                             |                                                          |
| 第4回  | 1993年度 | 「女たちのプレーボール」                                                                                | 桑原稲敏                                                                                        | 風人社                                                   |                                                          |
| 第5回  | 1994年度 | | 「広島アジア大会」 連載企画報道                                                                 | 共同通信社 広島アジア大会取材班                          | 共同通信社                                               |
| 第5回  | 1994年度 | 「SPORTSにいがた」 連載企画報道                                                                         | 新潟日報社報道部・ スポーツ担当                                                                 | 新潟新聞夕刊                                             |                                                          |
| 第5回  | 1994年度 | 「ウォッチング＜スポーツの広場＞」 連載企画報道                                                         | 谷口源太郎                                                                                      | 東京新聞夕刊                                             |                                                          |
| 第5回  | 1994年度 | 「リターンマッチ」                                                                                      | 後藤正治                                                                                        | 文藝春秋                                                 |                                                          |
| 第6回  | 1995年度 | | 「世界体操鯖江大会」 報道連載                                                                   | 福井新聞編集局世界体操取材班                             | 福井新聞社                                               |
| 第6回  | 1995年度 | 「すぽーつ・あ・い～ブラウン管からみたスポーツ～                                                        | 杉山茂                                                                                          | スポーツジャーナル                                       |                                                          |
| 第6回  | 1995年度 | 「世紀末スポーツと切り結ぶ－報道者の自己批判－」                                                        | 大野晃                                                                                          | 月刊体育科教育                                           |                                                          |
| 第6回  | 1995年度 | 「競走馬の文化史－優駿になれなかった馬たちへ」                                                          | 青木玲                                                                                          | 筑摩書房                                                 |                                                          |
| 第6回  | 1995年度 | 「球児たちの復活」                                                                                      | 佐藤光房                                                                                        | あすなろ社                                               |                                                          |
| 第7回  | 1996年度 | | 「オリンピック新世紀」 企画連載報道                                                             | 読売新聞東京本社運動部取材班                             | 読売新聞                                                 |
| 第7回  | 1996年度 | 「断層」「叫び」ほか                                                                                    | 金子達仁                                                                                        | ナンバー                                                 |                                                          |
| 第7回  | 1996年度 | 「日韓キックオフ伝説」                                                                                  | 大島裕史                                                                                        | 実業之日本社                                             |                                                          |
| 第7回  | 1996年度 | 「汚れた金メダル」                                                                                      | 松瀬学                                                                                          | 文藝春秋                                                 |                                                          |
| 第8回  | 1997年度 | | 「部活動は今」 連載企画報道                                                                     | 埼玉新聞社運動部部活動取材班                             | 埼玉新聞                                                 |
| 第8回  | 1997年度 | 「夢フロンティア・スポーツ大国の実像」「ユーロスタジアム・ 欧州スポーツ新時代」「キャンパススタジアム」 | 読売新聞社東京運動部取材班                                                                      | 読売新聞                                                 |                                                          |
| 第8回  | 1997年度 | 「夢をつなぐ－全盲の金メダリ スト 河合純一物語」                                                        | 澤井希代治                                                                                      | ひくまの出版                                             |                                                          |
| 第9回  | 1998年度 | | 「原色のアジア」 連載企画報道                                                                   | 読売新聞社東京運動部                                     | 読売新聞                                                 |
| 第9回  | 1998年度 | 「志村正順のラジオ・ デイズ」                                                                           | 尾嶋義之                                                                                        | 洋泉社                                                   |                                                          |
| 第9回  | 1998年度 | 「夢、未だ盡きず－平木信二と吉岡隆徳」                                                                  | 辺見じゅん                                                                                      | 文藝春秋                                                 |                                                          |
| 第9回  | 1998年度 | 「月の軌跡－9フランスＷ杯日本代表39人全証言」                                                           | 増島みどり                                                                                      | 文藝春秋                                                 |                                                          |
| 第10回 | 1999年度 | 最優秀賞                                                                                                | 「魔術師」                                                                                      | 立石泰則                                                 | 文藝春秋                                                 |
| 第10回 | 1999年度 | 優秀賞                                                                                                  | 「血と知と地」                                                                                  | 吉川良                                                   | ミデアム出版                                             |
| 第10回 | 1999年度 | 優秀賞                                                                                                  | 「カープ球団創設50年史」 企画連載報道                                                           | 中国新聞社運動グループ                                   | 中国新聞                                                 |
| 第11回 | 2000年度 | 最優秀賞                                                                                                | 「モンゴル野球青春記」                                                                          | 関根淳                                                   | 太田出版                                                 |
| 第11回 | 2000年度 | 優秀賞                                                                                                  | 「サッカー監督という仕事」                                                                      | 湯浅健二                                                 | 新潮社                                                   |
| 第11回 | 2000年度 | 優秀賞                                                                                                  | 「アマスポーツNOW」                                                                             | 中国新聞社 編集局運動グループ                            | 中国新聞                                                 |
| 第12回 | 2001年度 | 優秀賞                                                                                                  | 「いつもキャッチボールが教えてくれた」                                                          | 佐藤倫朗                                                 | 東洋経済新報社                                           |
| 第12回 | 2001年度 | 優秀賞                                                                                                  | 「知と熱日本ラグビーの変革者・大西鐵之祐」                                                      | 藤島大                                                   | 文藝春秋                                                 |
| 第12回 | 2001年度 | 優秀賞                                                                                                  | 「仕事の風景球場去りし後」                                                                      | 朝日新聞社東京本社社会部 森哲志                          | 朝日新聞                                                 |
| 第13回 | 2002年度 | 最優秀賞                                                                                                | 「ヒディンク・コリアの真実」                                                                    | 慎武宏                                                   | TBSブリタニカ                                            |
| 第13回 | 2002年度 | 優秀賞                                                                                                  | 「チュックダン！～在日朝鮮蹴球団の物語」                                                        | 河崎三行                                                 | 双葉社                                                   |
| 第13回 | 2002年度 | 優秀賞                                                                                                  | 「2002年よさこい高知国体～高知で変わる高知が変える」                                            | 高知新聞社/2002年よさこい高知国体取材班                  | 高知新聞                                                 |
| 第14回 | 2003年度 | 最優秀賞                                                                                                | 拳の漂流～『神様』と呼ばれた男ベビー・ゴステロの生涯」                                          | 城島充                                                   | 講談社                                                   |
| 第14回 | 2003年度 | 優秀賞                                                                                                  | 「巨人軍最強の捕手～伝説のファイター吉原正喜の生涯を追う」                                      | 澤宮優                                                   | 晶文社                                                   |
| 第14回 | 2003年度 | 優秀賞                                                                                                  | 『高知競馬』という仕事                                                                          | 高知新聞社会部                                           | 高知新聞                                                 |
| 第15回 | 2004年度 | 優秀賞                                                                                                  | 「アラビアン・ホースに乗って～ふたりで挑んだ遥かなるテヴィス」                                  | 蓮見明美                                                 | 洋泉社                                                   |
| 第15回 | 2004年度 | 優秀賞                                                                                                  | 「五輪の歩んだ道 巨大イベントの108年」                                                          | 毎日新聞社東京本社運動部五輪取材班                       | 毎日新聞                                                 |
| 第16回 | 2005年度 | 最優秀賞                                                                                                | 「オシムの言葉」                                                                                | 木村元彦                                                 | 集英社インターナショナル                                 |
| 第16回 | 2005年度 | 優秀賞                                                                                                  | 「甲子園への遺言～伝説の打撃コーチ高畠導宏の生涯」                                              | 門田隆将                                                 | 講談社                                                   |
| 第16回 | 2005年度 | 優秀賞                                                                                                  | 「球界再編は終わらない」                                                                        | 日本経済新聞社編                                         | 日本経済新聞社                                           |
| 第17回 | 2006年度 | 最優秀賞                                                                                                | 南の島の甲子園―八重山商工の夏」                                                                 | 下川裕治                                                 | 双葉社                                                   |
| 第17回 | 2006年度 | 優秀賞                                                                                                  | 「ラストサムライ―片目のチャンピオン武田幸三」                                                   | 森沢明夫                                                 | 角川書店                                                 |
| 第18回 | 2007年度 | 最優秀賞                                                                                                | 「甲子園が割れた日－松井秀喜5連続敬遠の真実」                                                   | 中村計                                                   | 新潮社                                                   |
| 第18回 | 2007年度 | 優秀賞                                                                                                  | 「勝つことのみが善である－宿澤広朗全戦全勝の哲学」                                              | 永田洋光                                                 | ぴあ                                                     |
| 第18回 | 2007年度 | 優秀賞                                                                                                  | 「年間企画『アスリート争奪』」                                                                  | 毎日新聞社運動部                                         | 毎日新聞                                                 |
| 第19回 | 2008年度 | 最優秀賞                                                                                                | 「ケニア！～彼らはなぜ速いのか～」                                                              | 忠鉢信一                                                 | 文藝春秋                                                 |
| 第19回 | 2008年度 | 優秀賞                                                                                                  | 「吉田沙保里～119連勝の方程式～」                                                               | 布施鋼治                                                 | 新潮社                                                   |
| 第19回 | 2008年度 | 優秀賞                                                                                                  | 「デットマール・クラマー～日本サッカー改革論～」                                                | 中条一雄                                                 | ベースボールマガジン社                                   |
| 第20回 | 2009年度 | 最優秀賞                                                                                                | フットボールの犬 欧羅巴1999‐2009」                                                              | 宇都宮徹壱                                               | 東邦出版                                                 |
| 第20回 | 2009年度 | 優秀賞                                                                                                  | 日本レスリングの物語」(ファイト＆ライフ連載)                                                    | 柳澤健                                                   | フィットネススポーツ                                     |
| 第21回 | 2010年度 | 最優秀賞                                                                                                | 「幻の甲子園 昭和十七年の夏 戦時下の球児たち」                                                  | 早坂隆                                                   | 文藝春秋                                                 |
| 第21回 | 2010年度 | 優秀賞                                                                                                  | 「Rの輪 広陵野球の美」                                                                          | 山田良純                                                 | 南々社                                                   |
| 第21回 | 2010年度 | 優秀賞                                                                                                  | 「心の聖地－スポーツ、あの日から－」                                                            | 共同通信社 編集委員室                                    | 共同通信                                                 |
| 第22回 | 2011年度 | 優秀賞                                                                                                  | 「TOKYOオリンピック物語」                                                                       | 野地秩嘉                                                 | 小学館                                                   |
| 第22回 | 2011年度 | 優秀賞                                                                                                  | 「最後の王者」                                                                                  | 西村章                                                   | 小学館                                                   |
| 第22回 | 2011年度 | 優秀賞                                                                                                  | 「独立リーグの現状 その明暗を探る」                                                             | 産経新聞社                                               | 産経新聞                                                 |
| 第23回 | 2012年度 | 最優秀賞                                                                                                | 「柔の恩人 『女子柔道の母』ラスティ・カノコギが夢見た世界』                                     | 小倉孝保                                                 | 小学館                                                   |
| 第23回 | 2012年度 | 優秀賞                                                                                                  | 「『弱くても勝てます』開成高校野球部のセオリー」                                                | 高橋秀実                                                 | 新潮社                                                   |
| 第23回 | 2012年度 | 優秀賞                                                                                                  | 「北緯43度の雪 もうひとつの中国とオリンピック」                                                 | 河野啓                                                   | 小学館                                                   |
| 第24回 | 2013年度 | 最優秀賞                                                                                                | 「アイスタイム」                                                                                | 伊東武彦                                                 | 講談社                                                   |
| 第24回 | 2013年度 | 優秀賞                                                                                                  | 「アメリカの少年野球 こんなに日本と違ってた～シャイな息子と泣き虫ママのびっくり異文化体験記～」 | 小国綾子                                                 | 径書房                                                   |
| 第24回 | 2013年度 | 優秀賞                                                                                                  | 「国立競技場の100年～明治神宮外苑から見る日本の近代スポーツ」                                   | 後藤健生                                                 | ミネルヴァ書房                                           |
| 第25回 | 2014年度 | 最優秀賞                                                                                                | 「洲崎球場のポール際」                                                                          | 森田創                                                   | 講談社                                                   |
| 第25回 | 2014年度 | 優秀賞                                                                                                  | 「球童 伊良部秀輝伝」                                                                           | 田崎健太                                                 | 講談社                                                   |
| 第25回 | 2014年度 | 優秀賞                                                                                                  | 「五輪の哲人 大島鎌吉物語」                                                                     | 毎日新聞東京本社運動部 滝口隆司                          | 毎日新聞                                                 |
| 第26回 | 2015年度 | 最優秀賞                                                                                                | 「ベルリンの奇跡 日本サッカー煌きの一瞬」                                                       | 竹之内響介                                               | 東京新聞                                                 |
| 第26回 | 2015年度 | 優秀賞                                                                                                  | 「広告を着た野球選手～史上最弱ライオン軍の最強宣伝作戦」                                        | 山際康之                                                 | 河出書房新社                                             |
| 第27回 | 2016年度 | 最優秀賞                                                                                                | 「スポーツ新考 地域戦略を探る」                                                                 | 山陽新聞社 スポーツ企画取材班                            | 山陽新聞                                                 |
| 第27回 | 2016年度 | 優秀賞                                                                                                  | 「一投に賭ける 溝口和洋、最後の無頼派アスリート」                                               | 上原善広                                                 | 角川書店                                                 |
| 第27回 | 2016年度 | 優秀賞                                                                                                  | 「サッカーと愛国」                                                                              | 清義明                                                   | イースト・プレス                                         |
| 第28回 | 2017年度 | 優秀賞                                                                                                  | 「中南米野球はなぜ強いのか」                                                                    | 中島大輔                                                 | 亜紀書房                                                 |
| 第28回 | 2017年度 | 優秀賞                                                                                                  | 「神は背番号に宿る」                                                                            | 佐々木健一                                               | 新潮社                                                   |
| 第29回 | 2018年度 | 最優秀賞                                                                                                | 「氷上のドリアン・グレイ－美しき男子フィギュアスケーターたち－」                                | 鈴木ふさ子                                               | アーツアンドクラフツ                                     |
| 第29回 | 2018年度 | 優秀賞                                                                                                  | 「挑戦者たち―男子フィギュアスケート平昌五輪を超えて―」                                          | 田村明子                                                 | 新潮社                                                   |
| 第29回 | 2018年度 | 優秀賞                                                                                                  | 「東欧サッカークロニクル－モザイク国家に渦巻くサッカーの熱源を求めて―」                         | 長束恭行                                                 | カンゼン                                                 |
| 第30回 | 2019年度 | 最優秀賞                                                                                                | 「国境を越えたスクラム －ラグビー日本代表になった外国人選手たち―」                              | 山川徹                                                   | 中央公論社                                               |
| 第30回 | 2019年度 | 優秀賞                                                                                                  | 「那須雪崩事故の真相 －銀嶺の破断－」                                                           | 阿部 幹雄                                                | 山と渓谷社                                               |
| 第31回 | 2020年度 | 新型コロナウイルス感染症の世界的流行を受けて実施見送り。                                                | 新型コロナウイルス感染症の世界的流行を受けて実施見送り。                                        | 新型コロナウイルス感染症の世界的流行を受けて実施見送り。 | 新型コロナウイルス感染症の世界的流行を受けて実施見送り。 |
| 第32回 | 2021年度 | 最優秀賞                                                                                                | 「嫌われた監督 落合博満は中日をどう変えたのか」                                                 | 鈴木忠平                                                 | 文藝春秋                                                 |
| 第32回 | 2022年度 | 最優秀賞                                                                                                | 「若きアスリートへの手紙 ―〈競技する身体〉の哲学」                                              | 町田樹                                                   | 山と渓谷社                                               |
| 第32回 | 2022年度 | 優秀賞                                                                                                  | 「武元前川物語」                                                                                | 後藤創平                                                 | 京都新聞社                                               |
| 第33回 | 2023年度 | 最優秀賞                                                                                                | 「怪物に出会った日 井上尚弥と闘うということ」                                                   | 森合正範                                                 | 講談社                                                   |
| 第33回 | 2023年度 | 優秀賞                                                                                                  | 「日本プロ野球の歴史 ―激動の時代を乗り越えて―」                                                 | 菅谷齊                                                   | 大修館書店                                               |